# Pteropus melanopogon
Pteropus melanopogon е вид бозайник от семейство Плодоядни прилепи (Pteropodidae). Видът е застрашен от изчезване.

## Разпространение
Разпространен е в Индонезия.